# Leśne Chałupy
Leśne Chałupy – wieś w Polsce położona w województwie świętokrzyskim, w powiecie opatowskim, w gminie Tarłów.
| SIMC    | Nazwa             | Rodzaj    |
| ------- | ----------------- | --------- |
| 0808400 | Pod Świętym Janem | część wsi |

W latach 1975–1998 miejscowość administracyjnie należała do województwa tarnobrzeskiego.
Podczas powodzi w nocy z 7 na 8 czerwca 2010 doszło do przerwania wału przeciwpowodziowego na Wiśle w Ostrowie na długości 120 m. Cała miejscowość została zalana i ewakuowana.
Wierni kościoła rzymskokatolickiego należą do parafii Świętej Trójcy w Tarłowie.